# Curt Hennig
Curtis Michael Hennig (28. března 1958 – 10. února 2003), známý pod přezdívkou Mr. Perfect, byl americký profesionální wrestler. Vystupoval v různých promotérských společnostech, jako jsou American Wrestling Association (AWA), World Wrestling Federation (WWF; nyní WWE), World Championship Wrestling (WCW) a NWA Total Nonstop Action. Byl synem wrestlera Larryho „The Axe“ Henniga a otcem wrestlera Curtise Axela.
Debutoval v roce 1980 a v průběhu desetiletí získal několik titulů v Pacific Northwest Wrestling (PNW) a poté v American Wrestling Association (AWA). Poté přešel do WWF, kde se o titul mistra WWF přetahoval s Hulkem Hoganem, a dvakrát získal titul interkontinentálního šampiona těžké váhy WWF, čímž se stal nejdéle vládnoucím držitelem titulu v 90. letech. Koncem 90. let patřil i ke hvězdám společnosti WCW. V roce 200 působil nějakou dobu ve World Wrestling Council (WWC), zde získal WWC Universal Heavyweight Championship. V roce 2002 se opět vrátil do WWF/E. Jeho posledním věčím úspěchem bylo servání až do samotného konce zápasu Royal Rumble.
WWE mu připisuje zásluhy o zvýšení úrovně technického wrestlingu, zatímco novináři Bob Ryder a Dave Scherer ho v publikaci z roku 2000 označili za jednoho z nejlepších všestranných zápasníků, které kdy tento byznys vytvořil.
V roce 2007 byl posmrtně uveden bývalým hráčem Major League Baseball a dlouholetým přítelem Wadem Boggsem do Síně slávy WWE.

## Mládí
Narodil se 28. března 1958 profesionálnímu wrestlerovi Larrymu „The Axe“ Hennigovi. V dětství se spřátelil s kolegou wrestlerem Rickem Rudem. Navštěvoval střední školu Robbinsdale High School v jeho rodném městě Robbinsdale ve státě Minnesota.

## Osobní život
Byl ženatý s Leonice Leonardovou. Měli spolu čtyři děti: Josepha, Amy, Kaite a Hanka. Joseph a Amy se věnují wrestlingu stejně jako jejich otec.

## Smrt
Dne 10. února 2003 byl nalezen mrtvý ve věku 44 let v hotelovém pokoji ve městě Brandon na Floridě, šest týdnů před svými 45. narozeninami. Úřad soudního lékaře okresu Hillsborough označil za příčinu jeho smrti akutní intoxikaci kokainem. Jeho otec uvedl, že k jeho smrti přispěly také steroidy a léky proti bolesti.

## Úspěchy a ocenění
- American Wrestling Association
  - AWA World Heavyweight Championship (1x)
  - AWA World Tag Team Championship (1x) – se Scottem Hallem
- Future of Wrestling
  - FOW Heavyweight Championship (1x)
- George Tragos/Lou Thesz Professional Wrestling Hall of Fame
  - Class of 2007
- i-Generation Superstars of Wrestling
  - i-Generation World Heavyweight Championship (2x)
- Main Event Championship Wrestling
  - MECW World Heavyweight Championship (1x)
- Memphis Wrestling Hall of Fame
  - Class of 2022
- Pacific Northwest Wrestling
  - NWA Pacific Northwest Heavyweight Championship (1x)
  - NWA Pacific Northwest Tag Team Championship (3x) – s Larrym Hennigem (1), Buddym Rosem (1) and Patem McGheem (1)
  - Salem City Tournament (1984)
- Professional Wrestling Hall of Fame
  - Class of 2015
- Pro Wrestling Illustrated
  - PWI Most Improved Wrestler of the Year (1987)
  - PWI ranked him No. 9 of the top 500 singles wrestlers of the year in the PWI 500 in 1993
  - PWI ranked him No. 55 of the top 500 singles wrestlers of the "PWI Years" in 2003
  - PWI ranked him No. 98 of the Top 100 Tag Teams of the "PWI Years" se Scottem Hallem in 2003
- Pro Wrestling this Week
  - Wrestler of the Week ( May 17–23, 1987)
- World Wrestling Council
  - WWC Universal Heavyweight Championship (1x)
- World Championship Wrestling
  - WCW United States Heavyweight Championship (1x)
  - WCW World Tag Team Championship (1x) – s Barrym Windhamem
- World Wrestling Federation / World Wrestling Entertainment
  - WWF Intercontinental Heavyweight Championship (2x)
  - WWE Hall of Fame (Class of 2007)
- Wrestling Observer Newsletter
  - Most Improved (1983)